# Nico Van Kerckhoven
Nicolas (Nico) Van Kerckhoven (Lier, 14 december 1970) is een Belgisch voormalig voetballer die actief was tussen 1988 en 2010. Hij was polyvalent en kon uit de voeten als linksachter, als centrale verdediger en als linkshalf. Hij kwam 42 keer uit voor de Rode Duivels.

## Carrière
Bij de jeugd speelde hij voor KFC Lint. In 1988 stapte hij over naar Lierse. Hij bleef er tien jaar spelen en werd in 1997 kampioen van België. In 1998 stapte hij over naar Schalke 04. Hij speelde er zes jaar en deed er in de Bundesliga nog één jaartje bij. In het seizoen 2004-2005 verdedigde hij de kleuren van Borussia Mönchengladbach. Daarna keerde hij terug naar België, naar KVC Westerlo.
Hij kwam 42 keer uit voor de Belgische nationale ploeg waar hij concurreerde met onder andere Philippe Léonard, Peter Van Der Heyden, Vital Borkelmans en Didier Dheedene voor de linksbackpositie. Drie keer scoorde hij.
Na het seizoen 2009-2010 stopte hij zijn carrière als voetballer. Hij nam afscheid van het Westelse publiek door in de met 4-1 gewonnen wedstrijd tegen Cercle Brugge op 17 april 2010 een strafschop binnen te trappen. Wel werd hij actief bij Futsalclub VC Wijnegem.

## Statistieken
| Club                         | matchen | goals | seizoen   | competitie     |
| ---------------------------- | ------- | ----- | --------- | -------------- |
| BEL KFC Lint                 | ?       | ?     | ...-1988  | ?              |
| BEL Lierse SK                | 20      | 2     | 1988-1990 | Jupiler League |
| BEL Lierse SK                | 9       | 0     | 1990-1991 | Jupiler League |
| BEL Lierse SK                | 25      | 5     | 1991-1992 | Jupiler League |
| BEL Lierse SK                | 26      | 5     | 1992-1993 | Jupiler League |
| BEL Lierse SK                | 31      | 0     | 1993-1994 | Jupiler League |
| BEL Lierse SK                | 29      | 2     | 1994-1995 | Jupiler League |
| BEL Lierse SK                | 33      | 2     | 1995-1996 | Jupiler League |
| BEL Lierse SK                | 34      | 6     | 1996-1997 | Jupiler League |
| BEL Lierse SK                | 25      | 3     | 1997-1998 | Jupiler League |
| GER Schalke 04               | 22      | 1     | 1998-1999 | Bundesliga     |
| GER Schalke 04               | 16      | 1     | 1999-2000 | Bundesliga     |
| GER Schalke 04               | 22      | 1     | 2000-2001 | Bundesliga     |
| GER Schalke 04               | 30      | 0     | 2001-2002 | Bundesliga     |
| GER Schalke 04               | 16      | 1     | 2002-2003 | Bundesliga     |
| GER Schalke 04               | 28      | 1     | 2003-2004 | Bundesliga     |
| GER Borussia Mönchengladbach | 19      | 0     | 2004-2005 | Bundesliga     |
| BEL KVC Westerlo             | 29      | 1     | 2005-2006 | Jupiler League |
| BEL KVC Westerlo             | 30      | 0     | 2006-2007 | Jupiler League |
| BEL KVC Westerlo             | 24      | 0     | 2007-2008 | Jupiler League |
| BEL KVC Westerlo             | 32      | 0     | 2008-2009 | Jupiler League |
| BEL KVC Westerlo             | 24      | 1     | 2009-2010 | Jupiler League |

Laatst bijgewerkt: 14-02-10

## Erelijst
Lierse SK
- Belgisch landskampioen

1997
 Schalke 04
- Duits bekerwinnaar

2001, 2002

## Rode Duivels
- Eerste interland: 29 mei 1996: Italië - België 2-2 (na 65 minuten vervangen door Karel Snoeckx)
- Laatste 13 interlands
  - 17-06-2002 Brazilië - België: 2-0, 90 min.
  - 14-06-2002 België - Rusland: 3-2, 90 min.
  - 26-05-2002 België - Costa Rica: 1-0, 90 min.
  - 18-05-2002 Frankrijk - België: 1-2, 90 min.
  - 17-04-2002 België - Slowakije: 1-1, 90 min.
  - 27-03-2002 Griekenland - België: 3-2, 90 min.
  - 13-02-2002 België - Noorwegen: 1-0, 83 min.
  - 14-11-2001 Tsjechië - België: 0-1, 90 min.
  - 10-11-2001 België - Tsjechië: 1-0, 90 min.
  - 06-10-2001 Kroatië - België: 1-0, 90 min.
  - 05-09-2001 België - Schotland: 2-0, 90 min. (1 goal)
  - 15-08-2001 Finland - België: 4-1, 90 min. (1 assist)
  - 06-06-2001 San Marino - België: 1-4, 78 min.

| Interlanddoelpunten | Interlanddoelpunten | Interlanddoelpunten | Interlanddoelpunten | Interlanddoelpunten | Interlanddoelpunten | Interlanddoelpunten |
| #                   | Datum               | Locatie             | Tegenstander        | Goal(s)             | Uitslag             | Wedstrijd           |
| ------------------- | ------------------- | ------------------- | ------------------- | ------------------- | ------------------- | ------------------- |
| 1                   | 25/02/1998          | Brussel, België     | Verenigde Staten    | 23'                 | 2–0                 | Oefeninterland      |
| 2                   | 25/02/1998          | Brussel, België     | Verenigde Staten    | 59'                 | 2–0                 | Oefeninterland      |
| 3                   | 05/09/2001          | Brussel, België     | Schotland           | 27'                 | 2–0                 | WK-kwalificatie     |

1 De Wilde ·
2 Crasson ·
3 Staelens ·
4 Vidović ·
5 Borkelmans ·
6 Van der Elst  ·
7 Wilmots ·
8 Luis Oliveira ·
9 M. Mpenza ·
10 Nilis ·
11 Van Kerckhoven ·
12 Vande Walle ·
13 Verlinden ·
14 Scifo ·
15 Clement ·
16 De Boeck ·
17 Verstraeten ·
18 Verheyen ·
19 Van Meir ·
20 É. Mpenza ·
21 Boffin ·
22 Deflandre ·
Coach: Leekens
1 De Wilde ·
2 Deflandre ·
3 Valgaeren ·
4 Staelens  ·
5 Clement ·
6 Vanderhaeghe ·
7 Wilmots ·
8 Goor ·
9 É. Mpenza ·
10 Strupar ·
11 Verheyen ·
12 De Vlieger ·
13 Herpoel ·
14 Walem ·
15 Peeters ·
16 Nilis ·
17 Léonard ·
18 Van Kerckhoven ·
19 Van Meir ·
20 De Bilde ·
21 M. Mpenza ·
22 Hendrikx ·
Coach: Waseige
1 De Vlieger ·
2 Deflandre ·
3 De Boeck ·
4 Van Meir ·
5 Van Kerckhoven ·
6 Simons ·
7 Wilmots  ·
8 Goor ·
9 Sonck ·
10 Walem ·
11 Verheyen ·
12 Van der Heyden ·
13 Vandendriessche ·
14 Vermant ·
15 Peeters ·
16 Van Buyten ·
17 Englebert ·
18 Vanderhaeghe ·
19 Thijs ·
20 Strupar ·
21 Boffin ·
22 Mpenza ·
23 Herpoel ·
Coach: Waseige